# Auguste Mariette

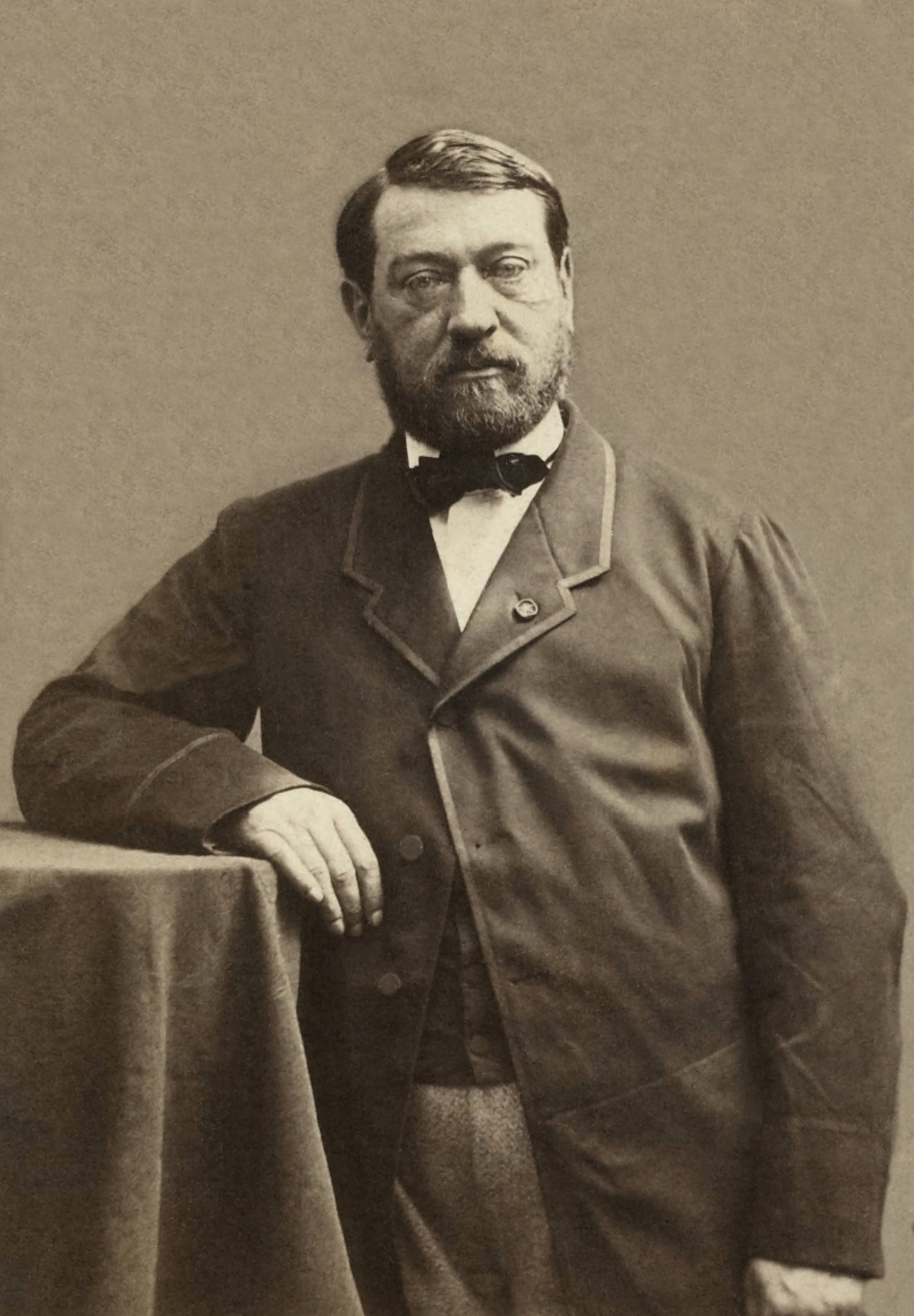
Porträt Auguste Mariettes von Nadar, ca. 1861

François Auguste Ferdinand Mariette, auch Auguste-Édouard Mariette (* 11. Februar 1821 in Boulogne-sur-Mer; † 18. Januar 1881 in Bulaq bei Kairo) war ein französischer Ägyptologe. Er war der Begründer der Denkmalpflege in Ägypten und des Ägyptischen Museums in Kairo.

## Leben und Werk
Auguste Mariette war anfänglich Lehrer in seiner Vaterstadt und erhielt 1849 eine Anstellung am Ägyptischen Museum in Paris. Im Oktober 1850 reiste er im Auftrag des Louvre nach Ägypten, um koptische, syrische und äthiopische Manuskripte aufzukaufen. Die Verhandlungen verliefen zäh, und Mariette vertrieb sich die Zeit mit Ausflügen zu historischen Stätten. Bei einer dieser Reisen entdeckte er bei Sakkara einen Sphinx und glaubte, das Serapeum, die unterirdische Begräbnisstätte der Apis-Stiere, gefunden zu haben. Ohne behördliche Genehmigung begann er zu graben und fand 1851 tatsächlich den Eingang zum Heiligtum. Darin befanden sich 24 große Steinsarkophage, die jeweils aus einem einzigen 80 Tonnen schweren Granitblock gehauen waren. Weil die Deckel dieser steinernen Kästen allesamt zur Seite geschoben und die Sarkophage gänzlich leer waren, vertraten die Forscher stets die Ansicht, dass sie systematisch geplündert worden sein mussten. In den folgenden Jahren schmuggelte Mariette rund 7000 Objekte nach Frankreich. Nach seiner Rückkehr 1854 wurde er zum Zweiten Kurator der ägyptischen Abteilung des Louvre ernannt.

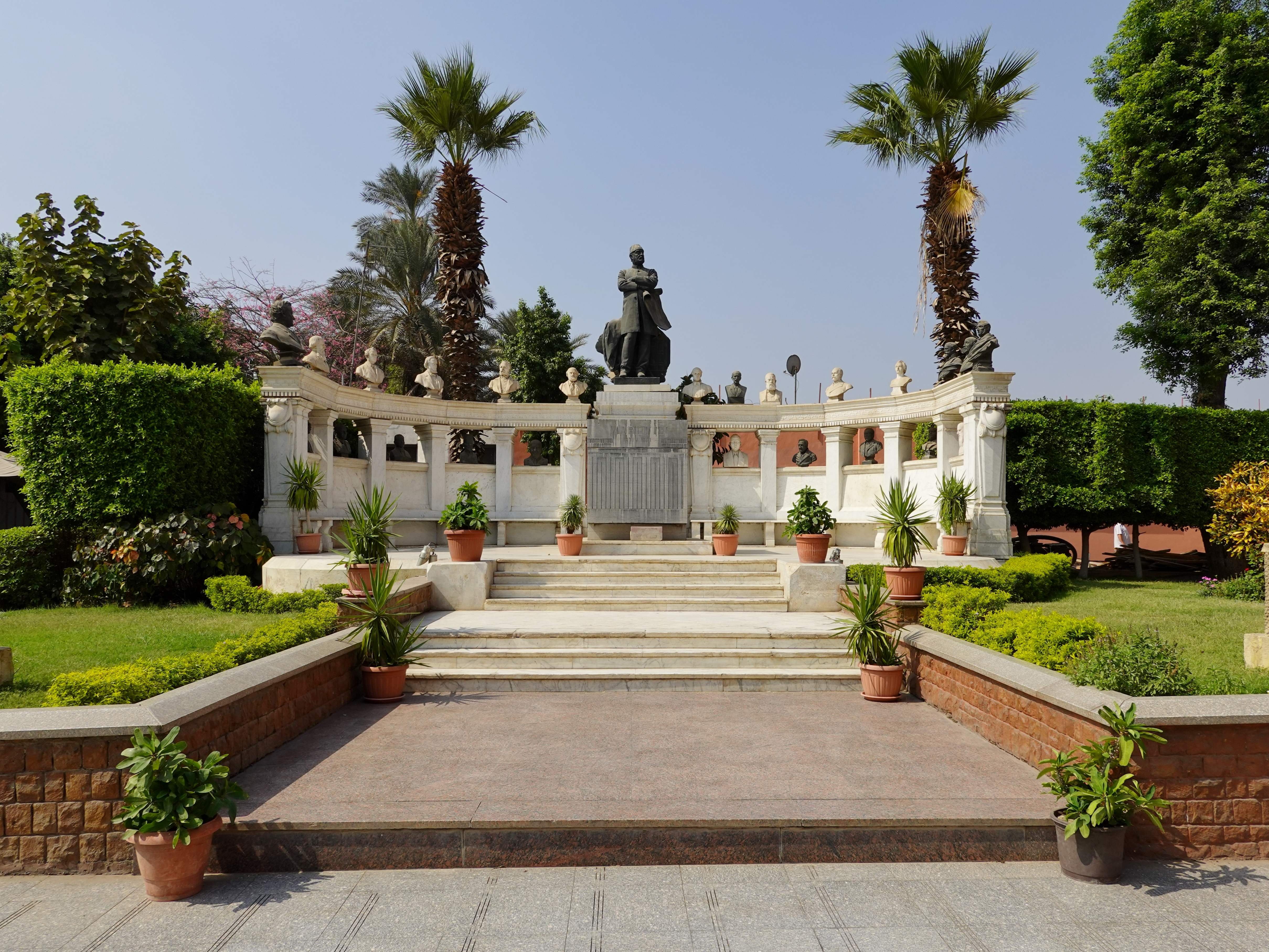
Sarkophag und Denkmal von Auguste Mariette im Garten des Ägyptischen Museums in Kairo

1855 besuchte Mariette auf Einladung Alexander von Humboldts Berlin. Dabei begegnete er dem Ägyptologen Heinrich Brugsch, dem Komponisten Franz Liszt, den Malern Eduard Hildebrandt, Christian Gottfried Ehrenberg und Christian Daniel Rauch sowie dem Bankier Alexander Mendelssohn.
1857 reiste er ein zweites Mal nach Ägypten, um seine Ausgrabungen fortzusetzen. Er öffnete die Gräber dabei ohne Rücksicht auf die Befunde mit Sprengladungen. 1858 wurde er vom Vizekönig Said Pascha zum Direktor des Altertümerdienstes (Service des Antiquités de l'Égypte) ernannt und war fortan mit der Oberleitung der von der Regierung initiierten Ausgrabungen betraut. 1862 wurde er zum Bey erster Klasse ernannt und erhielt 1879 den Titel Pascha.

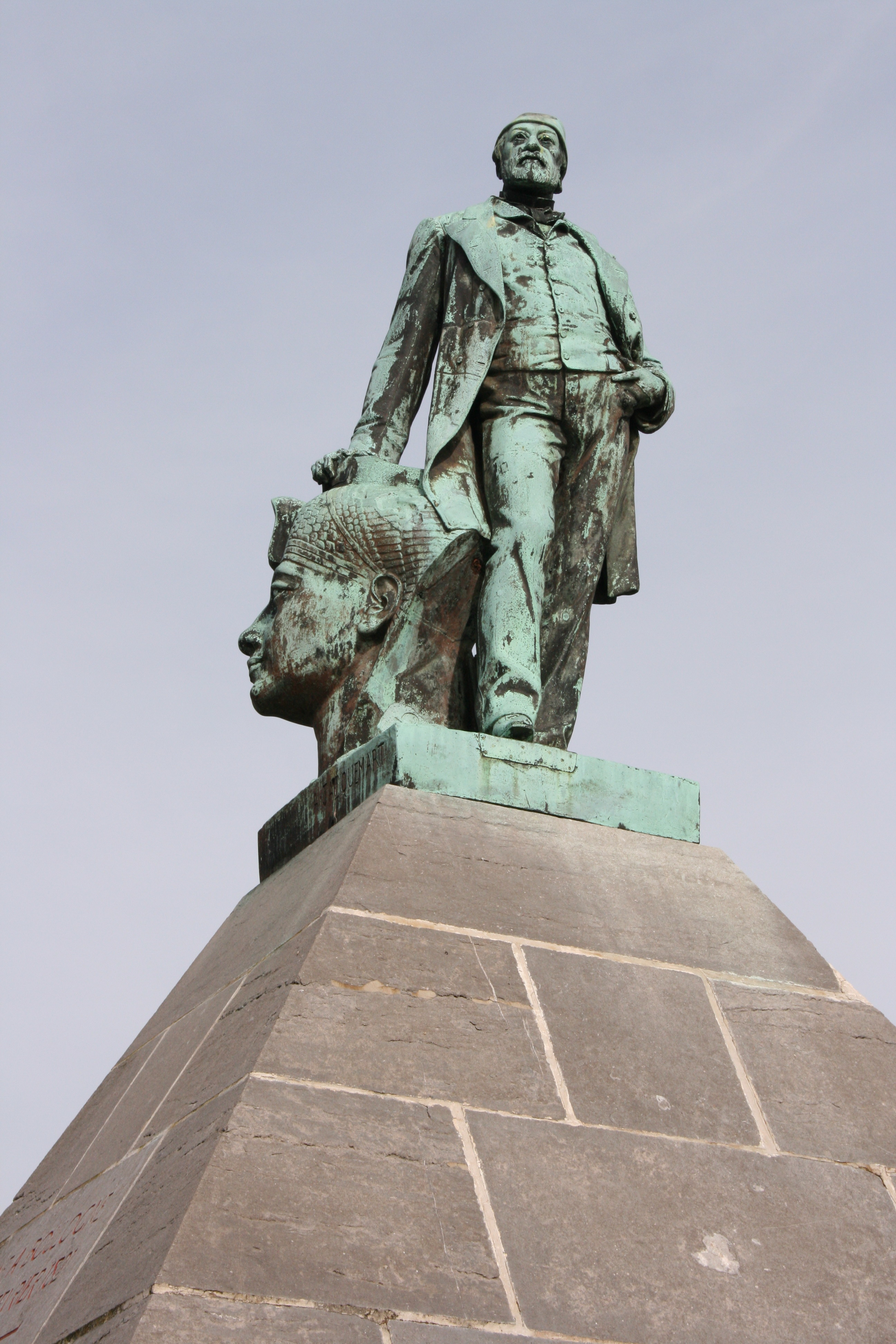
Denkmal für Auguste Mariette in seiner Heimatstadt Boulogne-sur-Mer

In dieser Stellung setzte sich Mariette nun mit aller Energie dafür ein, dass die Verordnung zum Schutz der Altertümer in Ägypten respektiert wurde. 1859 gründete er zur Aufbewahrung der zahlreichen Fundstücke das spätere Ägyptische Museum in Kairo. Er verhinderte, dass kostbare Juwelen des Grabschatzes der Königin Ahhotep I., welche zur Weltausstellung 1867 in Paris gezeigt wurden, als „Geschenk“ für die französische Kaiserin Eugénie endeten.
Unter Mariette wurden wichtigste Denkmäler zu Tage gefördert; seine bedeutendste Arbeit dieser Art ist die Freilegung der Tempel von Abydos und Edfu. Sein letzter Erfolg war die Öffnung dreier Pyramiden der 6. Dynastie bei Sakkara, die in ihren inneren Grabkammern wichtige Inschriften enthalten.
Mariette starb zehn Jahre nach der Uraufführung von Verdis Oper Aida in Kairo, deren Libretto auf einer Erzählung Mariettes basiert. In seiner Vaterstadt wurde ihm 1882 ein Denkmal errichtet.
1869 wurde er gewähltes Mitglied der American Philosophical Society und 1870 assoziiertes Mitglied der Académie royale des Sciences, des Lettres et des Beaux-Arts de Belgique. 1878 wurde er in die Académie des Inscriptions et Belles-Lettres aufgenommen.

## Veröffentlichungen
- 1864: Aperçu de l’histoire d’Égypte. Depuis les temps les plus reculés jusqu’à la conquête musulmane. F. Mourès, Alexandrie [(https://gallica.bnf.fr/ark:/12148/bpt6k110069w online]), digitalisiert von der BNF.
- 1864: Notice des principaux monuments exposés dans les galeries provisoires du musée d’antiquités Égyptiennes de S. A. le vice-roi, à Boulaq. A. Mourès, Alexandria.
- 1869–1880: Abydos. Description des fouilles exécutées sur l’emplacement de cette ville.
  - Band 1: Ville antique. – Temple de Séti. A. Franck, Paris 1869 (online), digitalisiert von der UB Heidelberg;
  - Band 2: Temple de Séti (Supplément). – Temple de Ramsès. – Temple d’Osiris. Petit temple de l’ouest. – Nécropole. Imprimierie Nationale, Paris 1880, online, digitalisiert von der UB Heidelberg.
- 1869: Une visite au Musée de Boulaq. Description des principaux monuments conservés dans les salles de cet établissement. A. Franck, Paris.
- 1870–1875: Dendérah. Description générale du grand temple de cette ville. Band 1: Text. Bände 2–5: Atlas. A. Franck u. a., Paris u. a., online, digitalisiert von der BNF.
- Les papyrus égyptiens du Musée de Boulaq. A. Franck, Paris.
  - Band 1: Papyrus no. 1 à 9. 1870/1871.
  - Band 2: Papyrus no. 10 à 20. 1872.
  - Band 3: Papyrus no. 21 à 22. 1876.
- 1871/1872: Hippolyte Délié, Émile Béchard: Album du Musée de Boulaq. Comprenant quarante planches photographiées. Avec un texte explicatif rédigé par Auguste Mariette-Bey. A. Mourès, Kairo.
- 1872: Itinéraire de la Haute-Egypte, comprenant une description des monuments antiques des rives du Nil entre Le Caire et la première cataracte. Mourès et Cie, Alexandria.
- 1885: Karnak, étude topographique et archéologique, avec un appendice comprenant les principaux textes hiéroglyphiques découverts ou recueillis pendant les fouilles exécutées à Karnak. Paris 1875; Heinrichs, Leipzig 1875; Neudruck d. Ausg. Leipzig 1875: LTR-Verlag, Wiesbaden 1982, ISBN 3-88706-095-4.
- 1875: Les listes géographiques des pylônes de Karnak comprenant la Palestine, l’Ethiopie, le pays de Somâl. Hinrichs, Leipzig.
  - Band 1: Text. (Nachdruck. LTR-Verlag, Wiesbaden 1981, ISBN 3-88706-059-8).
  - Band 2: Atlas. (online), digitalisiert von der UB Heidelberg.
- 1880: Catalogue général des monuments d’Abydos découverts pendant les fouilles de cette ville.’ Imprimierie Nationale, Paris (Nachdruck. Olms, Hildesheim u. a. 1998, ISBN 3-487-10720-1), (Wird öfters als „Band 3“ der „Abydos-Bände“ 1869–1880 angesprochen).
- 1889: Les Mastabas de l’Ancien Empire. Fragment du dernier ouvrage de A. Mariette. Publié d’après le manuscrit de l’auteur par G. Maspero. Vieweg, Paris (online), digitalisiert von der UB Heidelberg.
- La fiancée du Nil. – Vorlage für die Oper Aida von Giuseppe Verdi.

## Mediale Rezeption
- Video  Troja ist überall: Das Versteck der Pharaonen (Doku-Drama und Dokumentation, 45 Min., Produktion: ZDF Expedition, Erstsendung: 18. November 2007) in der ZDFmediathek, abgerufen am 25. Januar 2014. (offline)